# Ozero Serp
Der Ozero Serp (englische Transkription von russisch Озеро Серп Osero Serp, deutsch ‚Sichelsee‘) ist ein See in den Prince Charles Mountains des ostantarktischen Mac-Robertson-Lands. Er liegt westlich der Felswand Ledjanoj val Dorozhka.
Russische Wissenschaftler benannten ihn deskriptiv nach seiner Form.